# Поезд S/300
S/300 — вагон римского метрополитена. Разрабатывался в 1999—2003 годах. Серийное производство началось в 2003 году, а первые поставки — в 2005 году. Вагоны соединены между собой переходом-"гармошкой". Часть поездов работает на пригородных железных дорогах Рима. Основной отличительной особенностью являются пантографы.